# Alfredo C. Ortiz
Alfredo Carlos Ortiz (Córdoba, 1888 - posterior a 1936) fue un político argentino.

## Datos biográficos
Nació en la ciudad de Córdoba, en 1888, y sus padres fueron Belisario Nicanor Ortiz y Alcira Colodro.
A nivel político, adhirió al Partido Demócrata, y en 1932 asumió como concejal de la ciudad capital, presidiendo el Concejo Deliberante.
La victoria del radical Donato Latella Frías en las elecciones para elegir al sucesor del intendente David L. Caro provocó la renuncia de éste, a comienzos de diciembre de 1935. Ortiz estuvo al frente de la municipalidad de manera interina por dos semanas en su carácter de presidente del Concejo (entre el 5 y el 20 de diciembre), hasta la designación de Pedro F. Marcattini para ocupar la intendencia hasta la finalización del período.